# Varna (region)
Varna är en region (oblast) med 472 120 invånare (2017) belägen i östra Bulgarien. Den administrativa huvudorten är Varna. 
Bergsformationerna Pobiti Kamani, som är föreslagna till världsarv, ligger i regionen. 

## Administrativ indelning
Regionen är indelad i 12 kommuner: Aksakovo, Avren, Beloslav, Bjala, Dălgopol, Devnja, Devnja, Provadija, Suvorovo, Văltjidol, Varna och Vetrino.